# Simon Ehammer
Simon Ehammer, né le 7 février 2000, est un athlète suisse spécialiste des épreuves combinées et du saut en longueur.

## Biographie
Simon Ehammer naît le 7 février 2000. Il grandit à Stein, dans le canton d'Appenzell Rhodes-Extérieures.
Il a suivi une formation dans le commerce de détail et travaille à temps partiel dans un magasin de sport à Appenzell.

### Carrière sportive
Médaillé de bronze du décathlon lors des championnats du monde juniors 2018, il est sacré champion d'Europe junior lors des championnats d'Europe juniors 2019 à Borås en Suède où il établit un nouveau record de Suisse junior avec 7 851 points.
En 2020, il est élu athlète suisse de l'année en compagnie de Ajla Del Ponte. 
Il participe à l'épreuve de l'heptathlon lors des championnats d'Europe en salle 2021 mais ne termine pas le concours. Blessé, il déclare forfait pour les Jeux olympiques de 2020. Aligné dans l'épreuve du saut en longueur lors des championnats d'Europe espoirs 2021, à Tallinn, il remporte le titre en établissant un nouveau record personnel avec 8,10 m.
Le 29 janvier 2022 à Aubière lors du X-Athletics, il établit un nouveau record de Suisse en salle du saut en longueur avec la marque de 8,26 m. Le 19 mars 2022, il devient vice-champion du monde de l’heptathlon à l'occasion des championnats du monde en salle à Belgrade. Auteur d'un nouveau record national avec 6 363 pts, il est devancé par le Canadien Damian Warner qui établit la meilleure performance mondiale de l'année avec 6 489 pts. Le Suisse améliore trois de ses records personnels : au saut à la perche (5,10 m), sur 60 m (7 s 75) et au saut en hauteur (2,02 m).
Le 7 mai 2022 lors du meeting d'épreuves combinées Mehrkampf-Meeting de Ratingen en Allemagne, Simon Ehammer établit la meilleure performance de tous les temps au saut en longueur dans le cadre d'un concours du décathlon en atteignant la marque de 8,30 m (+1,5 m/s). Il améliore par ailleurs de 3 centimètres le record de Suisse de Julien Fivaz établi en 2003. Le 28 mai 2022, à l'occasion du concours du décathlon de l'Hypo-Meeting à Götzis, il améliore de 15 cm son propre record national en réalisant 8,45 m (+ 0,2 m/s).
Lors des championnats du monde 2022 à Eugene, il remporte la médaille de bronze avec un saut à 8,16 m, devancé par le Chinois Wang Jianan et le Grec Miltiádis Tedóglou. Aux championnats d'Europe de Munich, il remporte la médaille d'argent du décathlon, derrière l'Allemand Niklas Kaul, en portant le record de Suisse à 8 468 pts.
Il devient le 15 juin 2023 le premier homme suisse à remporter une épreuve de la Ligue de diamant, s'imposant en saut en longueur aux Bislett Games à Oslo devant Marquis Dendy et Miltiádis Tedóglou.

### Champion du monde en salle de l'heptathlon (2024)
Aux championnats du monde en salle disputés en mars 2024 à Glasgow, Simon Ehammer remporte le titre de l'heptathlon avec un total de 6 418 pts, devançant de 11 points seulement son rival norvégien Sander Skotheim.

## Palmarès
| Date | Compétition                    | Lieu             | Résultat | Épreuve    | Marque    |
| ---- | ------------------------------ | ---------------- | -------- | ---------- | --------- |
| 2018 | Championnats du monde juniors  | Tampere          | 3e       | Décathlon  | 7 642 pts |
| 2019 | Championnats d'Europe juniors  | Borås            | 1er      | Décathlon  | 7 851 pts |
| 2021 | Championnats d'Europe espoirs  | Tallinn          | 1er      | Longueur   | 8,10 m    |
| 2022 | Championnats du monde en salle | Belgrade         | 2e       | Heptathlon | 6 363 pts |
| 2022 | Championnats du monde          | Eugene           | 3e       | Longueur   | 8,16 m    |
| 2022 | Championnats d'Europe          | Munich           | 2e       | Décathlon  | 8 468 pts |
| 2023 | Jeux européens                 | Chorzów          | 3e       | Longueur   | 7,95 m    |
| 2023 | Championnats du monde          | Budapest         | 9e       | Longueur   | 7,87 m    |
| 2023 | Ligue de diamant               | Ligue de diamant | 1er      | Longueur   | 8,22 m    |
| 2024 | Championnats du monde en salle | Glasgow          | 1er      | Heptathlon | 6 418 pts |
| 2024 | Championnats d'Europe          | Rome             | 3e       | Longueur   | 8,31 m    |
| 2024 | Jeux olympiques                | Paris            | 4e       | Longueur   | 8,20 m    |
| 2025 | Championnats d'Europe en salle | Apeldoorn        | 2e       | Heptathlon | 6 506 pts |

### Palmarès national
- Championnats de Suisse d'athlétisme
  - décathlon : vainqueur en 2019, 2020, 2023
  - saut en longueur : vainqueur en 2019, 2020, 2022-2024
- Championnats de Suisse en salle
  - heptathlon : vainqueur en 2020
  - saut en longueur : vainqueur en 2020, 2022-2024
  - 60 m haies : vainqueur en 2022

## Records
| Épreuve           | Marque         | Lieu        | Date          |
| ----------------- | -------------- | ----------- | ------------- |
| 100 m             | 10 s 34        | Götzis      | 18 mai 2024   |
| Saut en longueur  | 8,45 m (NR)    | Götzis      | 28 mai 2022   |
| Lancer du poids   | 14,68 m        | Ratingen    | 7 mai 2022    |
| Saut en hauteur   | 2,08 m         | Munich      | 15 août 2022  |
| 400 m             | 47 s 18        | Götzis      | 31 mai 2025   |
| 110 m haies       | 13 s 38        | Winterthour | 29 juin 2024  |
| Lancer du disque  | 42,72 m        | Schaan      | 17 mai 2025   |
| Saut à la perche  | 5,20 m         | Munich      | 16 août 2022  |
| Lancer du javelot | 55,98 m        | Götzis      | 29 mai 2022   |
| Décathlon         | 8 575 pts (NR) | Götzis      | 1er juin 2025 |

| Épreuve          | Marque         | Lieu       | Date            |
| ---------------- | -------------- | ---------- | --------------- |
| 60 m             | 6 s 72         | Belgrade   | 18 mars 2022    |
| Saut en longueur | 8,26 m (NR)    | Aubière    | 29 janvier 2022 |
| Lancer du poids  | 15,31 m        | Macolin    | 6 février 2021  |
| Saut en hauteur  | 2,05 m         | Belgrade   | 18 mars 2022    |
| 60 m haies       | 7 s 55         | Saint-Gall | 18 février 2024 |
| Saut à la perche | 5,21 m         | Aubière    | 28 janvier 2024 |
| 1 000 m          | 2 min 41 s 76  | Apeldoorn  | 8 mars 2025     |
| Heptathlon       | 6 506 pts (NR) | Apeldoorn  | 8 mars 2025     |